# Dudu Maia
Eduardo Maia Venturini mais conhecido como Dudu Maia (Brasília, 27 de janeiro de 1977) é um produtor musical, bandolinista e compositor brasileiro.
Foi um dos integrantes do Trio Brasileiro como bandolinista, grupo de choro formado em 2011 por ele e os irmãos Alexandre Lora e Douglas Lora.

## Biografia e carreira
A carreira de Dudu Maia teve início em 1998, em sua cidade natal Brasília, quando começou a aprender bandolim, por influência de seus amigos Reco do Bandolim e Hamilton de Holanda. Quatro anos depois, já estava dando aulas de bandolim na mais renomada escola de choro do Brasil, a Escola Brasileira de Choro Raphael Rabello, onde trabalhou por cinco anos, tendo, inclusive, desenvolvido um método próprio de ensino do choro e do bandolim brasileiro que passaria a fazer parte do "Manual do Choro", livro de referência para os estudantes do chorinho escrito por Dudu em conjunto com o violinista Henrique Neto.
Em razão de seu grande destaque na criação do manual, um ano após sua saída da Escola Brasileira de Choro Raphael Rabello o músico foi convidado para lecionar no Simpósio de Mandolim de David Grisman e Mike Marshall em Santa Cruz, na Califórnia, onde ficou também por cinco anos. Na mesma época, passou a dirigir o Workshop Anual de Choro da Fundação Centrum em Port Townsend, em Washington, no qual atua desde 2011. Ele também esteve em Savona, na Itália, para ensinar na Accademia Internazionale Italiana di Mandolino de Carlo Aonzo.
Assim, mesmo depois de encerrar seu trabalho no simpósio musical da Califórnia, o artista continua sendo destaque internacional, viajando constantemente para a Europa e para a América do Norte a fim de se apresentar e de difundir seu método de ensino e o choro brasileiro.
Em 2011, fundou o Trio Brasileiro juntamente com os irmãos Alexandre Lora, na percussão, e Douglas Lora, no violão. No ano seguinte, o grupo lançou seu primeiro disco, o "Simples Assim", e de forma atrelada ao lançamento do CD realizou uma turnê nos Estados Unidos, passando pela Costa Oeste, nas cidades de Port Towsend, Seattle e Portland, e pela Costa Leste, nas cidades de Nova Iorque, Boston e Chicago. No mesmo ano, gravou seu segundo trabalho, o "Rosa dos Ventos", que em 2018 foi indicado ao Grammy, na categoria World Music, ao lado da clarinetista e saxofonista israelense Anat Cohen. Eles disputaram o prêmio com Vicente Amigo (Memoria de los sentidos), Buika (Para mi), Ladysmith Black Mambazo (Shaka Zulu revisited: 30th anniversary celebration) e Tinariwen (Elwan), mas não tiveram êxito, tendo sido vitorioso o trabalho de Ladysmith. No mesmo ano da turnê internacional, em 2012, o trio participou também do Festival Cultura e Gastronomia, no município de Tiradentes, interior do estado brasileiro de Minas Gerais.
Quando está em Brasília, onde mora na 215 Norte, Dudu grava e produz diversos artistas, além de criar trilhas sonoras para filmes, em seu estúdio chamado Casa do Som, que fica anexo à sua residência. Realiza, ainda, a apresentação de um programa de TV, o  "Programa Casa do Som" , que traz sessões de gravação e entrevistas com vários músicos de destaque do Brasil e do exterior.
Nas horas vagas, ele frequenta o projeto Vila do Choro, no restaurante Vila Madá, no Deck Norte. “Vou lá e sempre há músicos de altíssimo nível. O pessoal chega e pode dar uma ‘canja’ também. Tem gente de várias gerações, desde a molecada mais nova quanto o pessoal da velha guarda”, diz. A roda ocorre todos os sábados, das treze às dezesseis horas.
Além da música, Dudu tem como paixão a natureza, passando muitos fins de semana no Lago Paranoá. “Gosto de andar de caiaque, passear pelo lago, ir remando até a UnB e ver os pássaros e as borboletas", afirma.

## Discografia

### Álbuns de Estúdio
- Viva Jacob do Bandolim (2020)
- Gibão de LED - com Duo Alvenaria (2020)
- Rosa dos Ventos - com Anat Cohen e Trio Brasileiro (2017)
- Caminho do Meio - com Trio Brasileiro (2015)
- Alegria da Casa - com Anat Cohen e Trio Brasileiro (2014)
- Simples Assim - com Trio Brasileiro (2012)
- Ser Feliz - com grupo Caraivana (2011)
- Caraivana - com grupo Caraivana (2009)
- Bandolim Brasileiro - AQuattro toca Luperce Miranda (2007)
- Dudu Maia (2006)

### Singles
Quarantine Love Call (2020)
Salsa Parrilla - com Tiago Loei (2020)

## Honrarias
Dudu Maia foi indicado pela Recording Academy para o sexagésimo Grammy Awards. Foi seu amigo bandolinista Hamilton de Holanda que deu a ele essa notícia inesperada. A indicação ocorreu em razão do sucesso do álbum "Rosa dos Ventos", que Dudu fez junto com Douglas Lora (violão), Alexandre Lora (percussão) e Anat Cohen (clarinete).

Gravado em dezembro de 2017 no Casa do Som, estúdio do bandolinista, e lançado em  2018, o disco totalmente instrumental e autoral já vinha apresentando bons resultados. Nas redes sociais, o álbum alcançou mais de um milhão de acessos e foi eleito pela revista Downbeat, uma das principais publicações norte-americanas sobre jazz, como um dos vinte melhores discos de jazz de 2018.